# Daïra d'El Ogla
La daïra d'El Ogla est une circonscription administrative algérienne située dans la wilaya de Tébessa. Son chef-lieu est situé sur la commune éponyme d'El Ogla.
La daïra regroupe les quatre communes d'El Mezeraa, Bedjene, Stah Guentis et El Ogla.